# 原彬久
原 彬久（はら よしひさ、 1939年10月20日 - ）は、日本の政治学者、東京国際大学名誉教授。専門は日本外交史。
北海道釧路市生まれ。1963年早稲田大学政治経済学部卒業。国際商科大学（現東京国際大学）助教授、東京国際大学教授、2010年定年、名誉教授。1990年「戦後日本と国際政治 安保改定の政治力学」で一橋大学から法学博士号を取得。プリンストン大学客員研究員およびケンブリッジ大学客員研究員も務めた。2000年から2002年まで日本公共政策学会会長。
1980年代に岸信介元総理大臣、太田薫元総評議長をはじめとする安保騒動関係者へのオーラル・ヒストリーを実施し、日米安全保障条約改訂交渉をめぐる日本政治についての先駆的研究を行なったことで知られる。2016年、『戦後政治の証言者たち――オーラル・ヒストリーを往く』で第64回日本エッセイストクラブ賞受賞。

## 著書

### 単著
- 『戦後日本と国際政治――安保改定の政治力学』（中央公論社, 1988年）
- 『日米関係の構図――安保改定を検証する』（日本放送出版協会〈NHKブックス〉, 1991年）
- 『国際政治分析――理論と現実』（新評論, 1993年）
- 『岸信介――権勢の政治家』（岩波新書, 1995年）
- 『戦後史のなかの日本社会党――その理想主義とは何であったのか』（中公新書, 2000年）
- 『吉田茂――尊皇の政治家』（岩波新書, 2005年）
- 『戦後政治の証言者たち――オーラル・ヒストリーを往く』（岩波書店, 2015年）
- 『戦後日本を問いなおす――日米非対称のダイナミズム』（ちくま新書, 2020年）

### 編著
- 『国際関係学講義』（有斐閣 1996年、新版2001年／第3・4・5版 2006年・2011年・2016年）
- 『岸信介証言録』（毎日新聞社 2003年／中公文庫 2014年）

### 共編著
- （許世楷・南塚信吾）『国際関係論基礎研究』（福村出版, 1976年）
- （大畠英樹）『現代国際政治のダイナミクス』（早稲田大学出版部, 1989年）

### 訳書
- アンドリュー・M・スコット『国際政治の機能と分析』（福村出版, 1987年）
- ハンス・モーゲンソウ『国際政治』（福村出版, 1986年／岩波文庫（全3巻）, 2013年）
  - 原題（Politics among Nations: the Struggle for Power and Peace）。監訳者、文庫は改訂版
- E・H・カー『危機の二十年－理想と現実』（岩波文庫, 2011年）

## 論文
- <原彬久